# Naturschutzgebiet Hexenstein

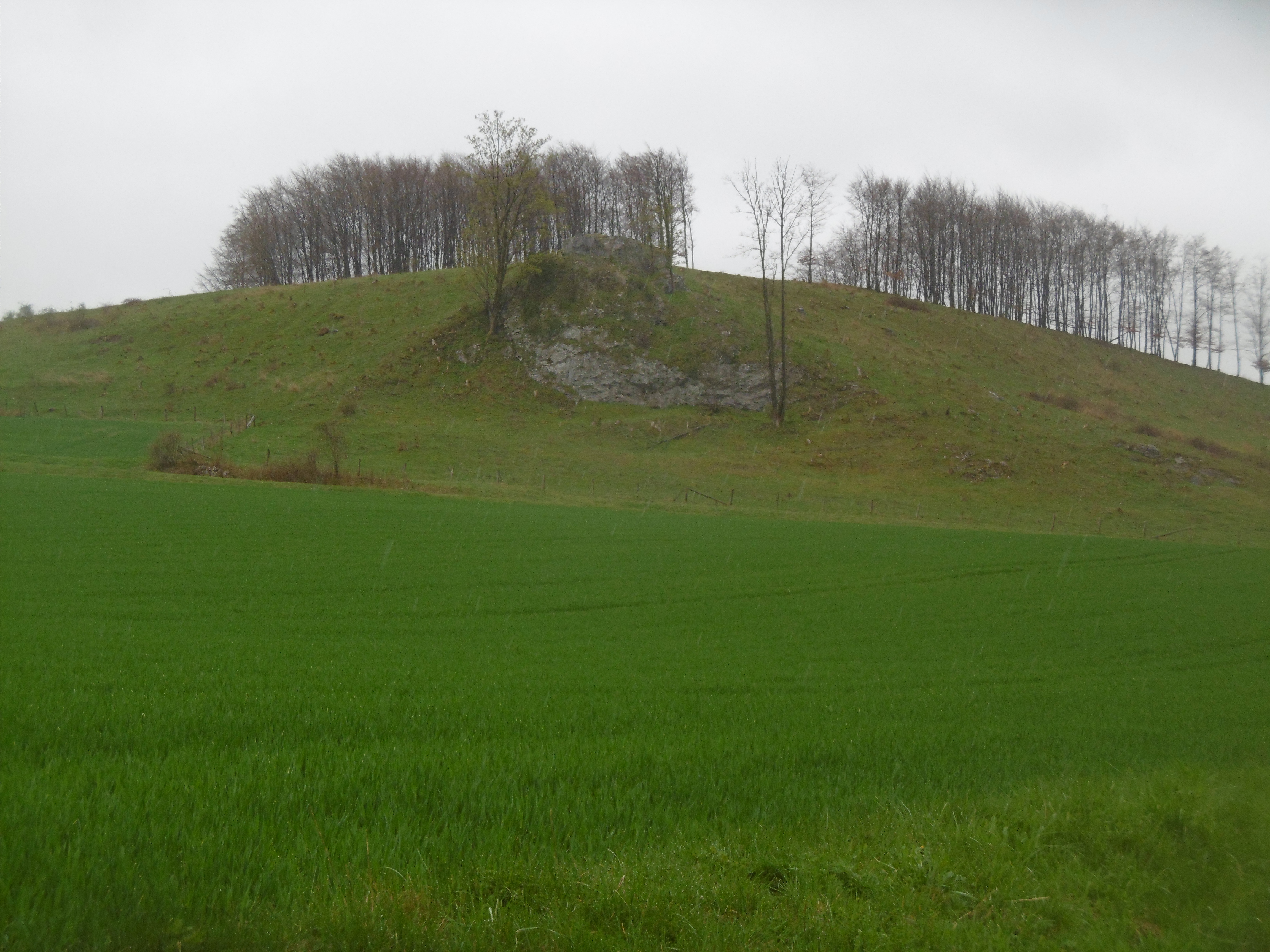
Hexenstein aus Richtung Norden

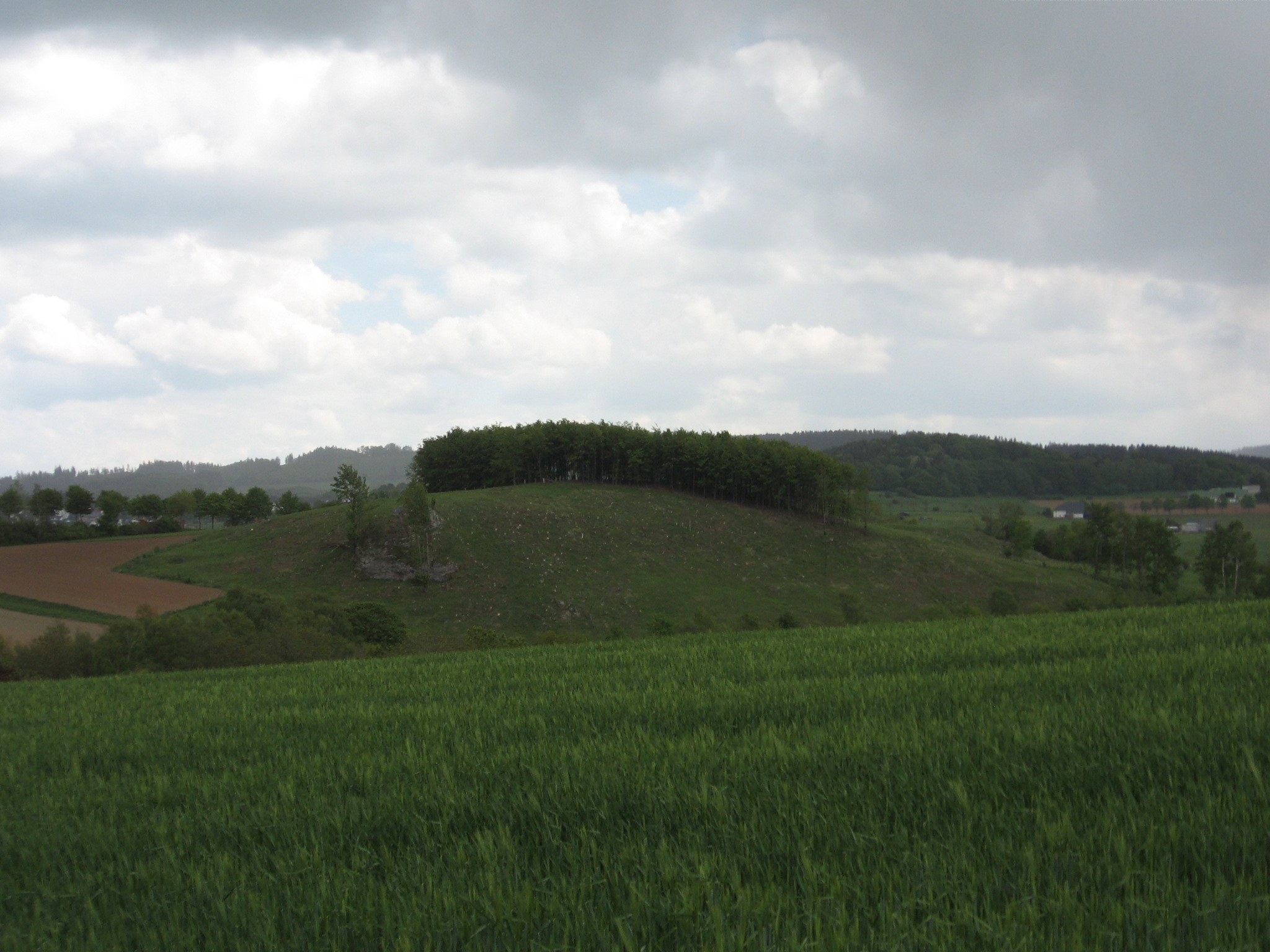
Naturschutzgebiet Hexenstein aus Richtung Nordwesten

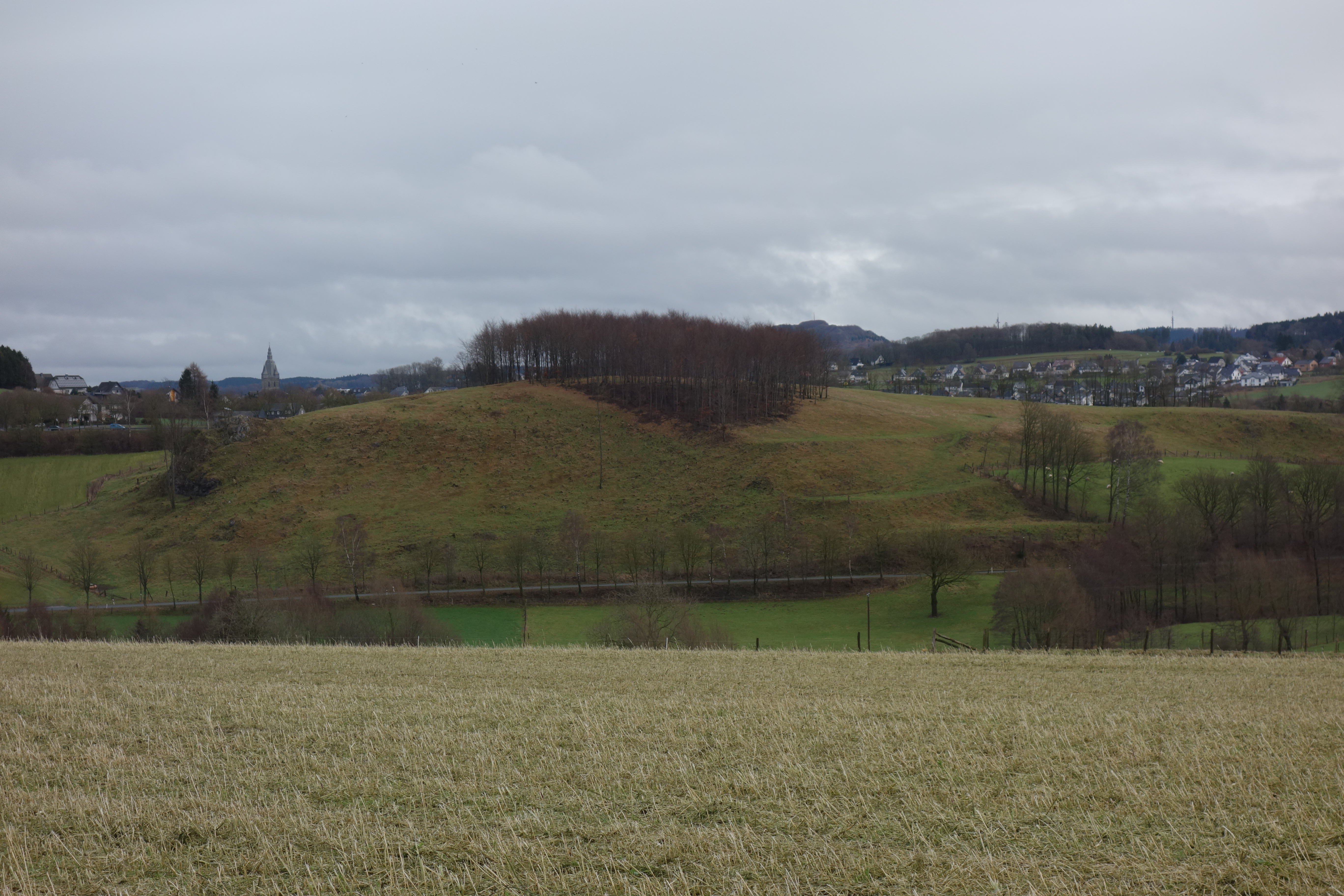
Naturschutzgebiet Hexenstein aus Richtung Westen

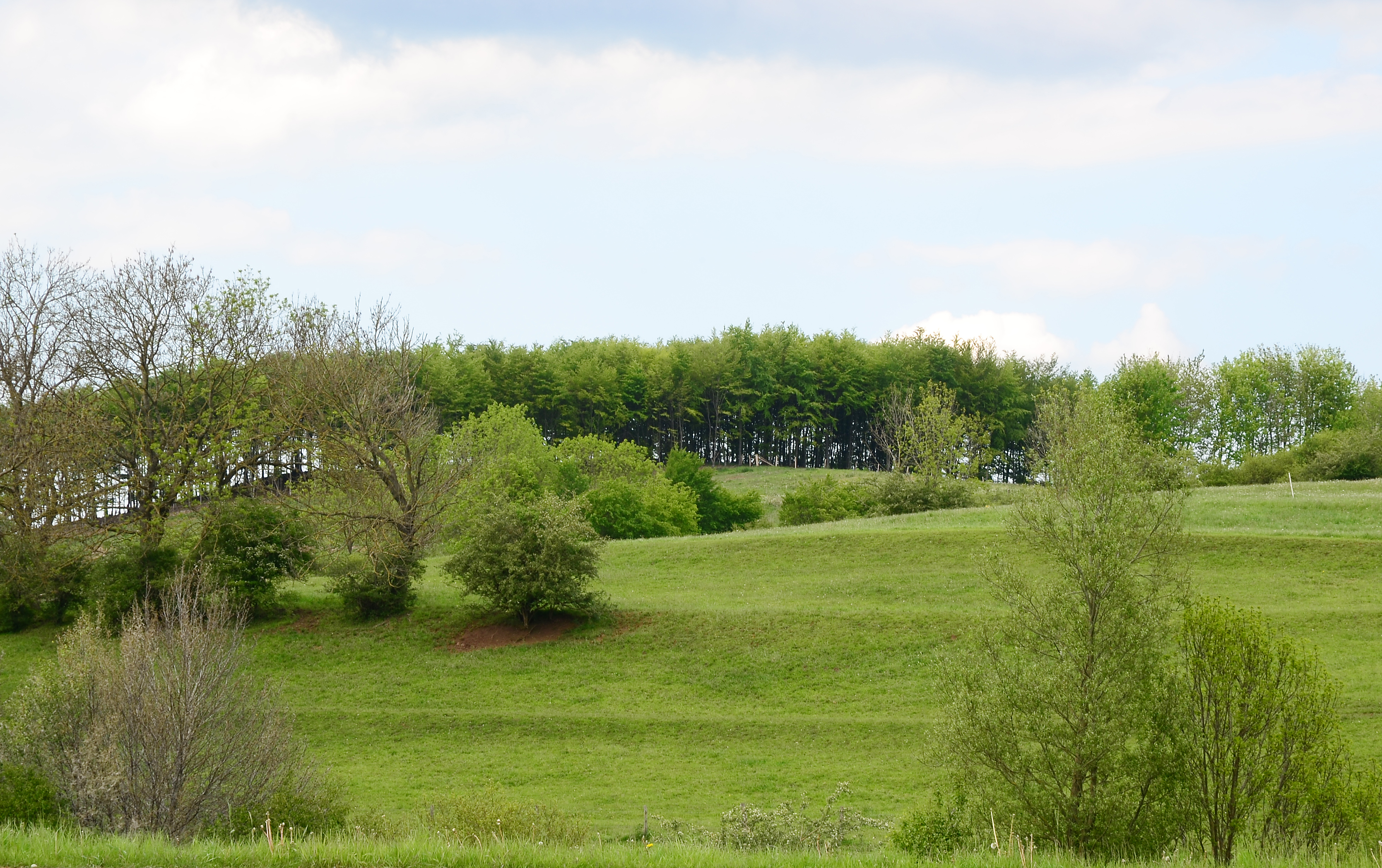
Naturschutzgebiet Hexenstein aus Richtung Osten

Das Naturschutzgebiet Hexenstein mit einer Größe von 4,91 ha liegt westlich von Brilon. Der Hexenstein wurde 1996 als Naturschutzgebiet (NSG) durch die Bezirksregierung Arnsberg ausgewiesen. Das Gebiet wurde 2008 mit dem Landschaftsplan Briloner Hochfläche durch den Hochsauerlandkreis erneut als NSG ausgewiesen. Es ist eines von 31 Naturschutzgebieten in Brilon, welche zur Gruppe der Kalkkuppen mit speziellen Verboten gehören.

## Ausweisungsgeschichte
Bereits im Jahr 1985 beantragte der Verein für Natur- und Vogelschutz im Hochsauerlandkreis (VNV) bei der Bezirksregierung Arnsberg die Ausweisung des Hexensteins als NSG. Es wurden 1985 21 Pflanzenarten der damaligen Roten-Liste in dem Rest-Magerrasen nachgewiesen. Diese Magerrasen-Reste befanden sich auf der Kuppe und im Felsbereich. 1985 wurde dann auch die Kuppe mit Magerrasen mit Rotbuchen und Lärchen pflanzt. Erst 1996 wurde der Hexenstein als Naturschutzgebiet mit anderen Briloner Flächen als Naturschutzgebiet Briloner Kalkkuppen ausgewiesen.

## Gebietsbeschreibung
Beim NSG handelt es sich um die Bergkuppe Hexenstein. An der Kuppe treten Felsen offen zu Tage. Der Hexenstein selbst erreicht eine Höhe von etwa zehn Meter. Neben einem kleinen Rotbuchenwald befinden sich Grünlandbereiche im NSG. Zum Grünland gehören auch Magerrasen. Magerrasen-Reste befanden sich 2014 nur noch auf dem Felsen, auf einer kleinen Fläche im 1985 gepflanzten Buchenwald und am Wegsaum an der westlichen NSG-Grenze.
Das LANUV führt zum NSG aus: „Auf der intensiv agrarisch genutzten Briloner Hochfläche sind die Reste früher weiter verbreiteter Kalkmagerrasenvegetation besonders schutzwürdig. Natürliche Felsen erhöhen die Strukturvielfalt und Wertigkeit. Das NSG ist Bestandteil eines international bedeutsamen Biotopverbundsystems von felsdurchsetzten Kalk-Trockenrasen.“
Es wurden durch das Landesamt für Natur, Umwelt und Verbraucherschutz Nordrhein-Westfalen Pflanzenarten wie Acker-Hornkraut, Acker-Witwenblume, Aufgeblasenes Leimkraut, Blutwurz, Braunstieliger Streifenfarn, Breitblättriger Thymian, Dornige Hauhechel, Echter Wiesenhafer, Echtes Johanniskraut, Echtes Labkraut,  Frühlings-Fingerkraut, Gamander-Ehrenpreis, Gänseblümchen, Gelbes Sonnenröschen, Gras-Sternmiere, Großblütige Braunelle, Große Händelwurz, Heide-Nelke, Jakobs-Greiskraut, Kleine Bibernelle, Kleiner Wiesenknopf, Kletten-Labkraut, Knäuel-Glockenblume, Knolliger Hahnenfuß, Magerwiesen-Margerite, Mauerlattich, Mauerraute, Nordisches Labkraut, Purgier-Lein, Rauhaarige Gänsekresse, Rundblättrige Glockenblume, Ruprechtskraut, Schafschwingel, Scharfer Mauerpfeffer, Skabiosen-Flockenblume, Steinquendel, Tauben-Skabiose, Wald-Greiskraut, Wiesen-Bärenklau, Wiesen-Flockenblume, Wiesen-Kerbel, Wiesen-Margerite und Wiesen-Labkraut nachgewiesen.

## Schutzzweck
Das NSG soll die Magerrasen im NSG schützen. Wie bei allen Naturschutzgebieten in Deutschland wurde in der Schutzausweisung darauf hingewiesen, dass das Gebiet „wegen der Seltenheit, besonderen Eigenart und Schönheit des Gebietes“ zum Naturschutzgebiet wurde. Der Landschaftsplan führt zum Schutzzweck auf: „Erhaltung von relikthaft noch vorkommenden, im Übrigen Wiederherstellung von Kalkmagerrasen, Felsspalten- und Saumgesellschaften als Lebensstätten für bedrohte Pflanzen- und Tierarten von landesweiter Bedeutung; Stärkung des Magergrünland-Biotopverbunds der nördlich und südlich liegenden Kalkkuppen, die wegen ihres aktuell „besseren“ Zustandes unter das europäische Naturschutzrecht fallen (damit auch deren Entwicklung); Aufwertung der besonderen Eigenart des Klippenbereichs im Landschaftsbild als Teil der charakteristischen Kalkkuppen der Briloner Hochfläche.“

## Verbote
Zu den normalen Verboten in Naturschutzgebieten kommen beim NSG Hexenstein wie bei den anderen 30 Kalkkuppen zusätzliche Verbote hinzu. Es ist verboten, die Briloner Kalkkuppen zu düngen, zu walzen und zu schleppen. Es dürfen nicht mehr als zwei Großvieheinheiten pro Hektar gleichzeitig weiden. Ferner darf erst ab dem 1. Juli eines Jahres gemäht werden.

## Schutzmaßnahmen
Anfang 2012 wurden im NSG von einem Forstunternehmen unter Aufsicht der Biologischen Station Hochsauerlandkreis die Rotfichten entfernt. Diese Fichten waren etwa 1965 auf Magerrasen im heutigen NSG gepflanzt worden. Schon im Landschaftsplan aus dem Jahr 2008 war eine Entfernung von „standortfremden, nicht heimischen Gehölze“ vorgesehen. Da der entfichtete Gebietsteil später als Grünland genutzt werden sollte, wurden auch das Astmaterial von der Fläche geräumt und die Baumstucken abgefräst. Anschließend wurde die ehemalige Waldfläche eingezäunt. Einen Großteil der Kosten trug die EU. Seit 2014 wird fast das ganze NSG beweidet.
Um im Gebiet Naturschutzmaßnahmen durchzuführen, kaufte das Land Nordrhein-Westfalen größere Flächen im NSG. Weitere Flächen wurden vom VNV angekauft.